# Leptoseris striata
Leptoseris striata là một loài san hô trong họ Agariciidae. Loài này được Fenner and Veron mô tả khoa học năm 2000.